# Joakim Latzko
Joakim Latzko, né le 1er janvier 1979 à Lille, est un acteur français. 
Il est principalement connu pour son rôle de Gabriel Riva dans la série Plus belle la vie depuis 2011.

## Biographie
Joakim Latzko parle le français, l'anglais, le hongrois et l'espagnol[réf. nécessaire]. Il pratique le tennis. Il monte sur la scène de l'Olympia en 2003 pour la comédie musicale Belles belles belles rendant hommage aux titres de Claude François.

### Formation
- 2001 : Cours Jean-Laurent Cochet - Atelier Blanche Salant Paul Weaver Guitare et chant.
- 2002 : Atelier Damien Acoca.
- 2003-2005 : Cours d'Art dramatique Éva Saint Paul.

## Filmographie

### Comme acteur

#### Cinéma

##### Longs métrages
- 2001 : Tanguy : Adolescent avec une sacoche
- 2005 : Zim and Co. : Boss centre téléphonie
- 2007 : Leur morale... et la nôtre
- 2007 : Baby blues
- 2008 : Welcome
- 2013 : Yves Saint Laurent de Jalil Lespert : le majordome
- 2014 : L'Art de la fugue
- 2017 : Monsieur et Madame Adelman

##### Courts métrages
- 2000 : Je suis ce que je suis
- 2005 : Sauce aigre douce

#### Télévision
- 2005 : La véritable histoire d'Alexandre Dumas
- 2008 : Que du bonheur ! : Ernesto
- 2008 : L'Odyssée de l'amour : Sélim
- 2008 : Reporters (saison 2)
- 2009 : Nicolas Le Floch : Naganda
- 2009 : Carlos
- 2010 : Action Discrète (Canal plus) : Figurant pour la parodie PUTIX - Équipe de France de Football
- 2011-2022 : Plus belle la vie : Gabriel Riva-Marci
- 2016  : Gigot bitume : Nuri
- 2017 : Sources assassines de Bruno Bontzolakis : Chad Balhul
- 2018 : Nina : Cédric (saison 4)
- 2023 : La Stagiaire : Capitaine Vadim (saison 8, épisode 5 : Les âmes perdues)
- 2024 : Plus belle la vie, encore plus belle : Gabriel Riva-Marci
- 2025 : FBI International Episode 12 Saison 4, Eymen Kaan

### Doublage
- 2015 : La Rage au ventre : Miguel « Magic » Escobar (Miguel Gomez)
- 2016 : Blood Father : Joker (Richard Cabral)

### Comme réalisateur
- 2007 : La Pyramide, de Copi